# Aférese
Gramaticalmente, a aférese é um dos metaplasmos por supressão de fonemas a que as palavras podem estar sujeitas, à medida que uma língua evolui. Neste caso, caem um ou mais fonemas do início da palavra. Um tipo especial de aférese é a deglutinação, que ocorre quando há supressão de fonemas iniciais por confusão com o artigo. Um exemplo de aférese é a palavra bispo que veio do latim episcopus. 